# Wilhelm Gottlieb Friedrich Scriba
Wilhelm Gottlieb Friedrich Scriba (* 16. November 1767 in Nieder-Beerbach; † 5. Mai 1830 in Schwickartshausen) war ein deutscher Theologe und Freizeit-Naturwissenschaftler.

## Herkunft
Der Familienname Scriba, dessen Bedeutung sich von lat. Scriba = Schreiber herleitet, ist ab dem ausgehenden 17. Jahrhundert in Deutschland, zunächst in Westfalen, dann vor allem in der Landgrafschaft – später Großherzogtum – Hessen, und dort im Bezirk Darmstadt und der nördlich gelegenen Provinz Oberhessen dokumentiert.

## Leben
Wilhelm Gottlieb Friedrich Scriba war der Sohn des Pfarrers von Nieder-Beerbach, Moritz Scriba (1734–1799), und seiner Ehefrau Maria Elisabeth, geborene Katz aus Hofheim (vermutlich Hofheim bei Goddelau). Auch der Großvater, Johann Christoph Scriba, war in Nieder-Beerbach Pfarrer gewesen. Zusammen mit seinem Bruder Johann Georg erhielt Wilhelm Privat- und Gymnasialunterricht und studierte 1787 bis 1790 Theologie an der Universität Gießen. Anschließend wurde er Hauslehrer bei seinem Onkel, dem Pfarrer Johann Friedrich Scriba (1737–1796) in Ober-Ramstadt. 1791 wechselte er als Lektor an das „Hessische Gesamthospital“ in Hofheim. 1802 wurde er zum Stadtpfarrer in Ulrichstein, 1812 in gleicher Funktion nach Schwickartshausen berufen.
Auf Grund seiner Veröffentlichungen privater Forschungen wurde er 1808 als Korrespondent in die „Wetterauische Gesellschaft für die gesammte Natukunde“ und 1811 in die „Westphälische Landesculturgesellschaft“ aufgenommen.
1802 heiratete er in Arheilgen Albertine Charlotte, geb. Gebhard. Der Ehe entstammten mehrere Söhne und Töchter, unter ihnen der politisch aktive und u. a. mit Freunden von Georg Büchner befreundete Theologiestudent Eduard Scriba (1808–1837).
Sein Bruder Johann Georg Scriba war Mitglied im Staatsrat des Großherzogtums Hessen. 

## Veröffentlichungen (Auswahl)
- Rede bei dem Wechsel des Jahres 1802. Darmstadt 1802.
- Rede wegen des Einzuges der hohen Alliierten zu Paris am 24. April 1814, als an dem in den Großherzoglich Hessischen Staaten anbefohlenen Dankfeste, gehalten. Druck, Büdingen, Hofbuchdruckerei Andreas Heller, 1814.[5]
- Abdankungsrede auf dem alten und Einweihungsrede auf dem neuen Kirchhofe zu Schwickartshausen, geh. am 24. September 1824. Büdingen 1824.